# Bitwa pod Mosony
Bitwa pod Mosony – starcie w 1060 roku pomiędzy wojskami pretendenta do tronu węgierskiego Beli I i wspierającego go wojskami księcia polskiego Bolesława II Szczodrego a jego starszym bratem, królem węgierskim Andrzejem I i posiłkującymi go oddziałami cesarskimi. 
Przyczyną konfliktu między Andrzejem a Belą były narodziny syna Andrzeja - Salomona, co przekreśliło szanse Beli na sukcesję. Zawiązał więc sojusz z Bolesławem Szczodrym, natomiast jego brat sprzymierzył się z Niemcami. W 1060 roku po sforsowaniu Karpat Bolesław wkroczył na Węgry i stoczył z Andrzejem bitwę w miejscowości Mosony. Starcie zakończyło się zwycięstwem Bolesława i Beli. Andrzej zmarł z ran odniesionych w bitwie. Dzięki temu sukcesowi Bela I objął tron węgierski.